# Sala terrena

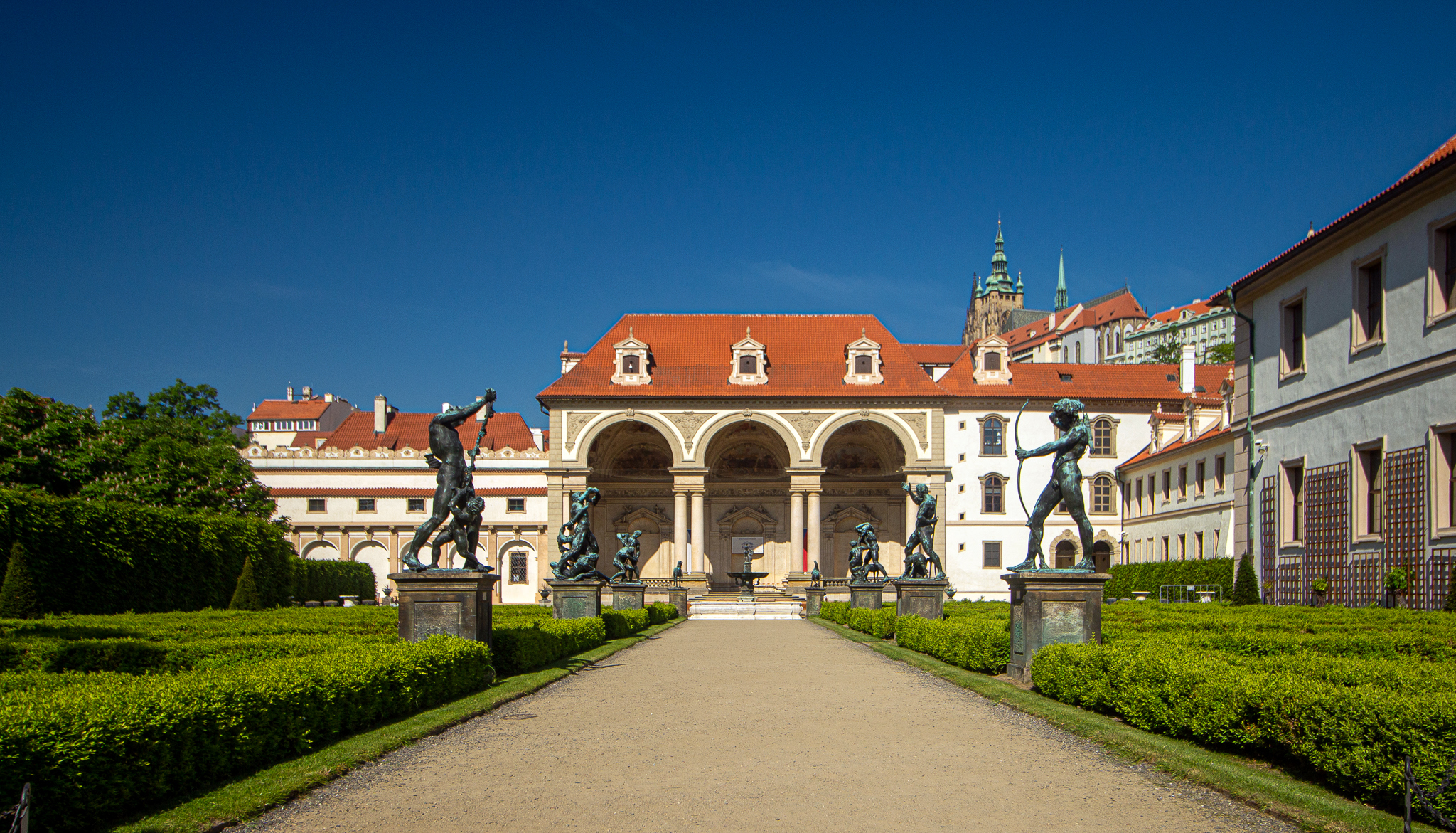
Monumentální sala terrena v sochami lemované ose Valdštejnské zahrady

Sala terrena (italsky přízemní sál), nazývaná rovněž sala terrana nebo zahradní sál, je otevřená architektonická stavba charakteristická pro barokní palácové a zámecké zahrady.
Sala terrena je sál situovaný v přízemním podlaží, většinou v hlavní ose zámku nebo paláce, případně tvoří samostatnou stavbu. Jeho prostor je otevřen, klasicky arkádou o třech obloucích, do zahrady, která je ve stejné úrovni nebo přístupná několika stupni schodiště. Sala sloužila pro relaxaci, svačiny, koncerty apod. Bývá reprezentativně vyzdobena, například zařízena jako jeskyně a vyzdobena kašnami a fontánami.

## České a moravské saly terreny

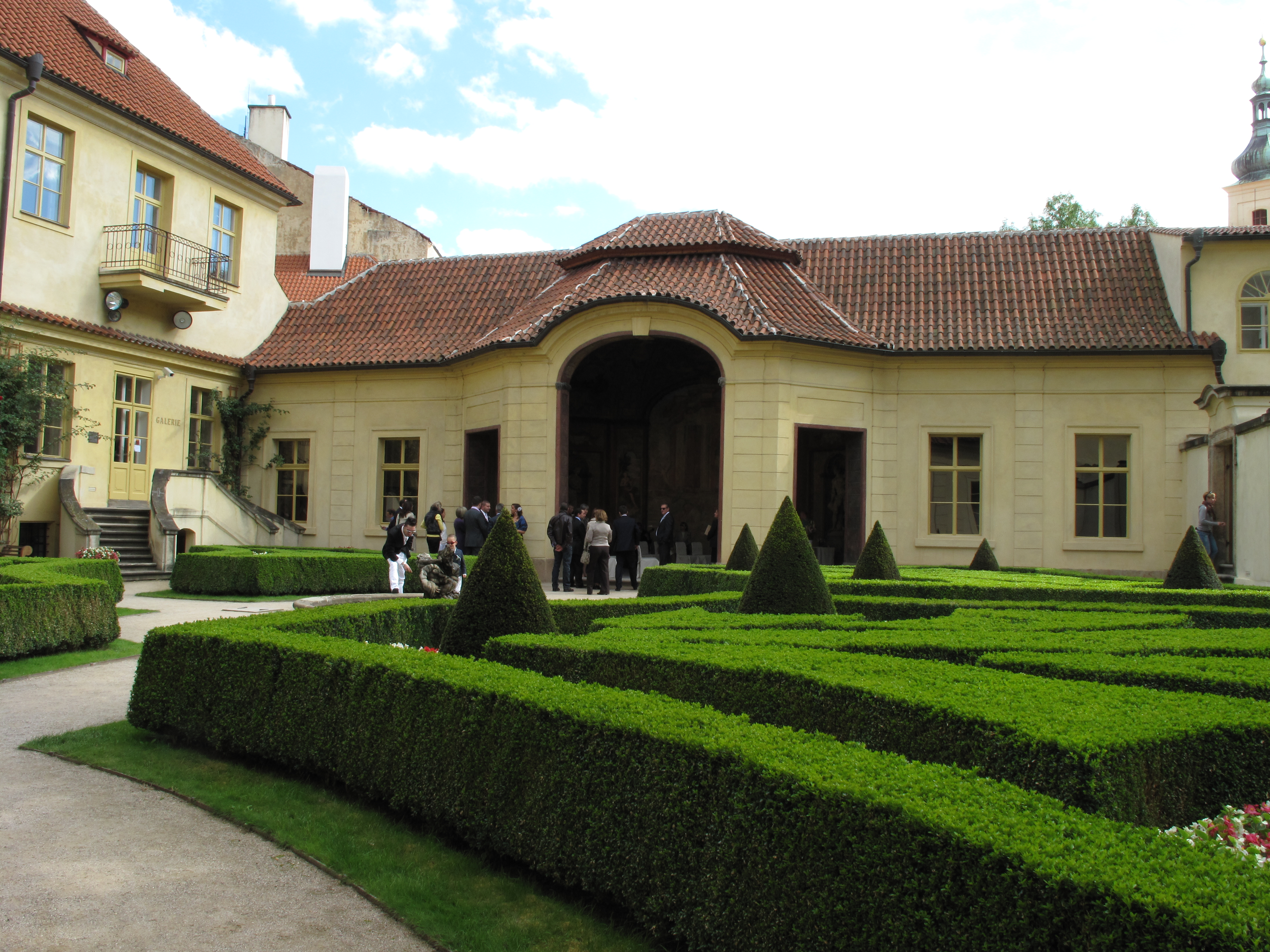
Sala terrena ve Vrtbovské zahradě

Některé z nejznámějších příkladů saly terreny v českých zemích jsou součástí těchto památek:
- Ledeburská zahrada
- Valdštejnská zahrada
- Vrtbovská zahrada
- Libosad u Jičína
- Arcibiskupský zámek v Kroměříži
- zámek Libochovice
- Vyhlídka Belvedér u zámku v Bynovci

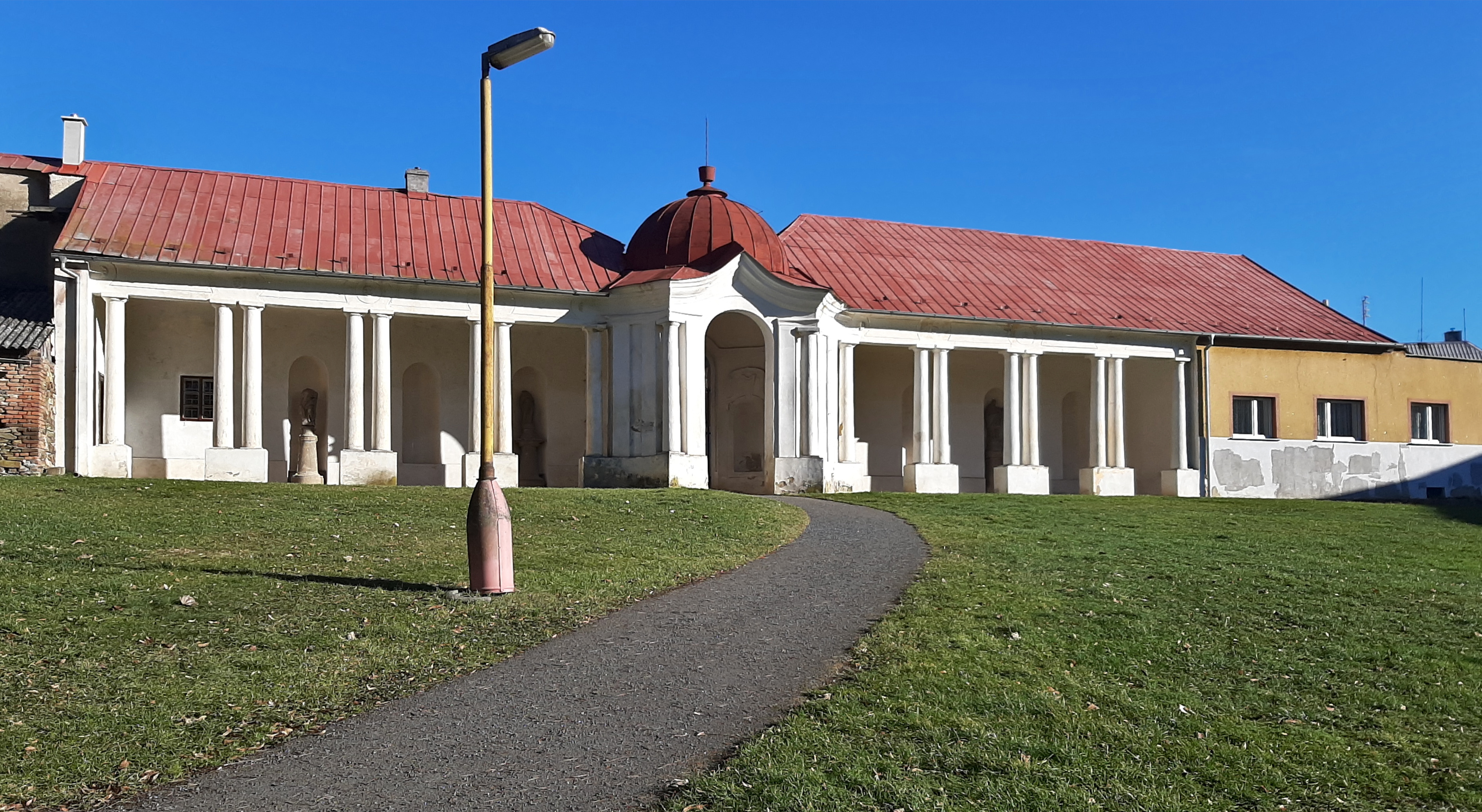
Samostatná sala terrena v Slabcích

- zámek v Budišově
- zámek Klášterec nad Ohří
- zámek v Holešově
- zámek Jaroměřice nad Rokytnou
- zámek Buchlovice
- zámek Mnichovo Hradiště
- zámek Boskovice
- zámek Liteň
- zámek Milotice
- zámek Bruntál

- zámek Doksany
- zámek Nová Horka